# Monuments nationaux de Han Pijesak
Cet article recense les monuments nationaux situés sur le territoire de la municipalité de Han Pijesak en Bosnie-Herzégovine et dans la république serbe de Bosnie. La liste établie par la Commission pour la protection des monuments nationaux compte 1 monument national inscrit sur la liste principale et 2 monuments inscrits sur une liste provisoire.

## Monuments nationaux
| Monument              | Localité | Géolocalisation | Datation  | Commentaire éventuel | Photo |
| --------------------- | -------- | --------------- | --------- | -------------------- | ----- |
| Nécropoles de Nevačka | Nevačka  |                 | Moyen Âge | Avec 36 stećci       |       |

## Liste provisoire
| Monument                                                                       | Localité    | Géolocalisation | Datation | Commentaire éventuel         | Photo |
| ------------------------------------------------------------------------------ | ----------- | --------------- | -------- | ---------------------------- | ----- |
| Ensemble architectural de la rue kralja Aleksandra Karađorđevića à Han Pijesak | Han Pijesak |                 |          |                              |       |
| Résidence du roi Alexandre Karadjordjevic à Han Pijesak                        | Han Pijesak |                 |          | Alexandre Ier de Yougoslavie |       |